# Pérenchies
Pérenchies là một xã trong vùng Hauts-de-France, thuộc tỉnh Nord, quận Lille, tổng Quesnoy-sur-Deûle. Tọa độ địa lý của xã là 50° 40' vĩ độ bắc, 02° 58' kinh độ đông. Pérenchies nằm trên độ cao trung bình là 30 mét trên mực nước biển, có điểm thấp nhất là 19 mét và điểm cao nhất là 38 mét. Xã có diện tích 3,03 km², dân số vào thời điểm 1999 là 7639 người; mật độ dân số là 2521 người/km².

## Thông tin nhân khẩu
| 1962  | 1968  | 1975  | 1982  | 1990  | 1999  |
| ----- | ----- | ----- | ----- | ----- | ----- |
| 5.050 | 5.570 | 6.858 | 6.926 | 7.186 | 7.639 |

## Các thành phố kết nghĩa
- Overath, Đức
- Pietralunga, Ý